# Anus (muziekgroep)
Anus was een muziekgroep uit het begin van de jaren zeventig, en vooral bekend omwille van het feit dat Urbanus hierbij zijn eerste muzikale passen gezet heeft. De groep heeft ongeveer een half jaar tot een jaar bestaan.
Andere muzikanten bij de groep waren onder anderen Firmin Timmermans, Urbanus' neef die ook op diens eerste albums meespeelt.
De groep speelde nummers die Urbanus later solo zou spelen, zoals 'Baby, baby, baby' (= 'Engels Protestlied') en 'Fillemong en Fillomeen'.
In de beginjaren van zijn solocarrière kondigde Urbanus zichzelf ook altijd aan als "Urbanus van "Anus"".